# Ras el hanut

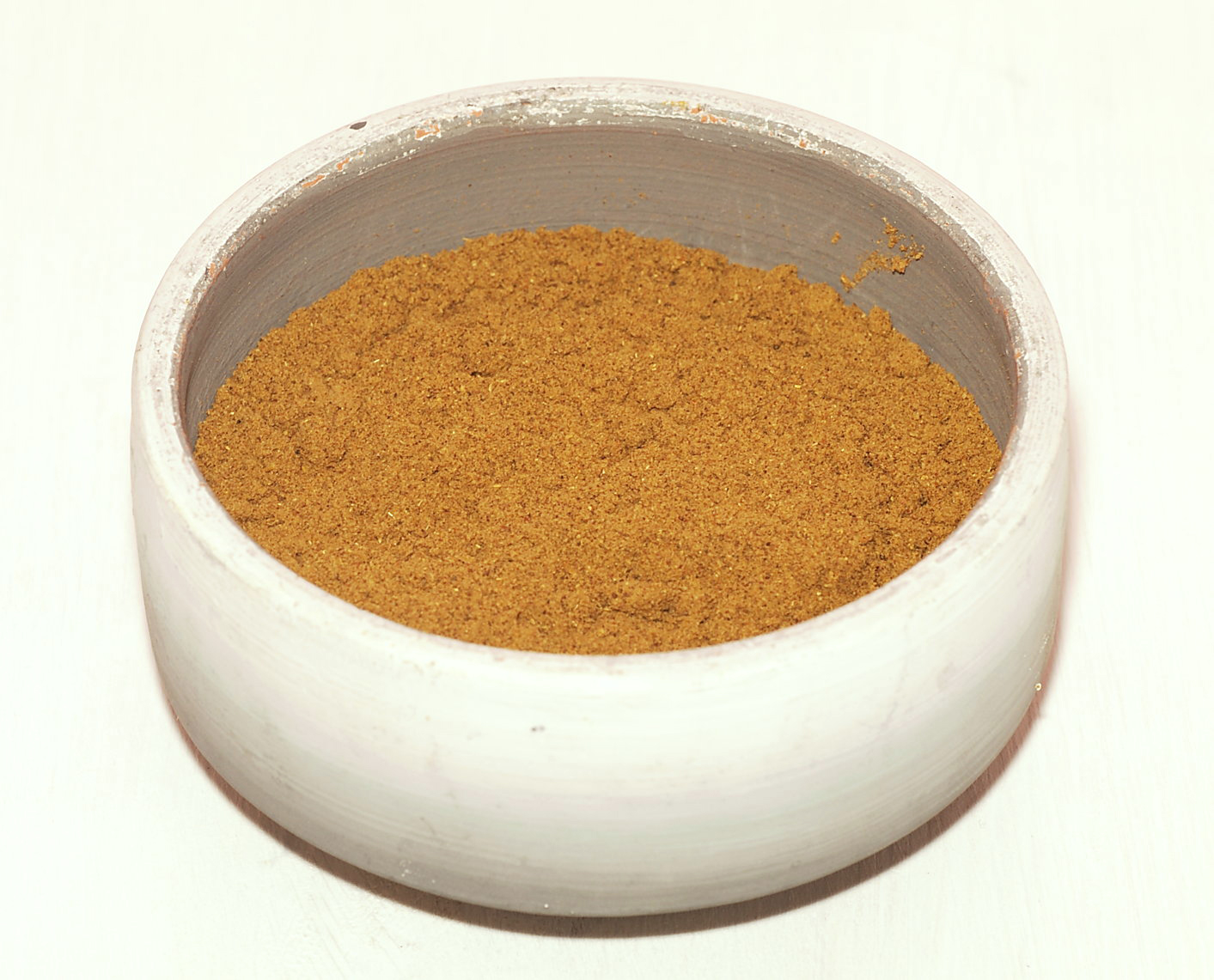
Ras al hanut argelino.

Ras al hanut, o según la más frecuente transliteración francesa ras el hanout (del árabe رأس الحانوت), denominada también mezcla de especias es una mezcla de hierbas y especias (entre 4 y 30) de origen marroquí, y que se propagó después por la zona del Magreb.
El nombre de esta mezcla en árabe significa literalmente la cabeza de la tienda, haciendo referencia a la mejor mezcla de especias que el mercader puede ofrecer. Esta mezcla es típicamente utilizada en la mayoría de los tayines marroquíes aunque se usa con frecuencia en el cuscús y otros platos. Hay tres tipos de mezclas de ras el hanout: lamrouzia, l'msagna y monuza.

## Receta
No existe una receta única del ras el hanout, cada vendedor o cocinero lo elabora de una forma especial que le caracteriza. Se sabe que la composición suele incluir: pimienta negra, comino, cardamomo, nuez moscada, canela, pimentón, jengibre, etc. Algunas mezclas suelen llevar ingredientes exóticos tales como chufa, semillas del Paraíso, agnocasto, y en algunos casos puede estar compuesta de sustancias tan inusuales como maderas aromáticas, resinas, el insecto cantárida o pequeñas dosis de belladona, ingredientes estos dos últimos, tóxicos. Las toxinas de este insecto irritan las vías urinarias provocando priapismo en los hombres, por lo que éste, el agnocasto y otras plantas medicinales dan a la mezcla fama de ser afrodisíaca. El uso de cantáridas está prohibido en Marruecos desde los años 90. 

## Usos
Suele emplearse en los platos de carne de caza como por ejemplo en el mrouzia (tajín de cordero con pasas, almendras y miel), o en el caramelo majoun.